# Van Pallandt (geslacht)
Van Pallandt is een oud adellijk geslacht, dat oorspronkelijk afkomstig is uit het hertogdom Gulik in Duitsland.

Familiewapen van Pallandt

## Geschiedenis

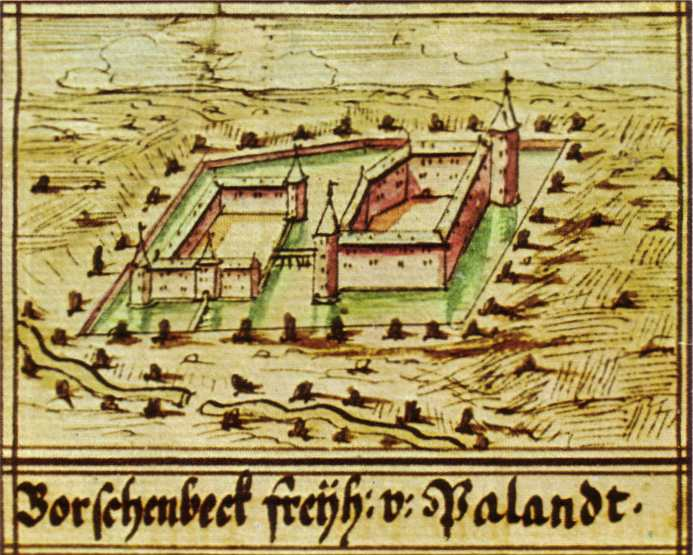
Huis Pallandt te Borschemich (1729)

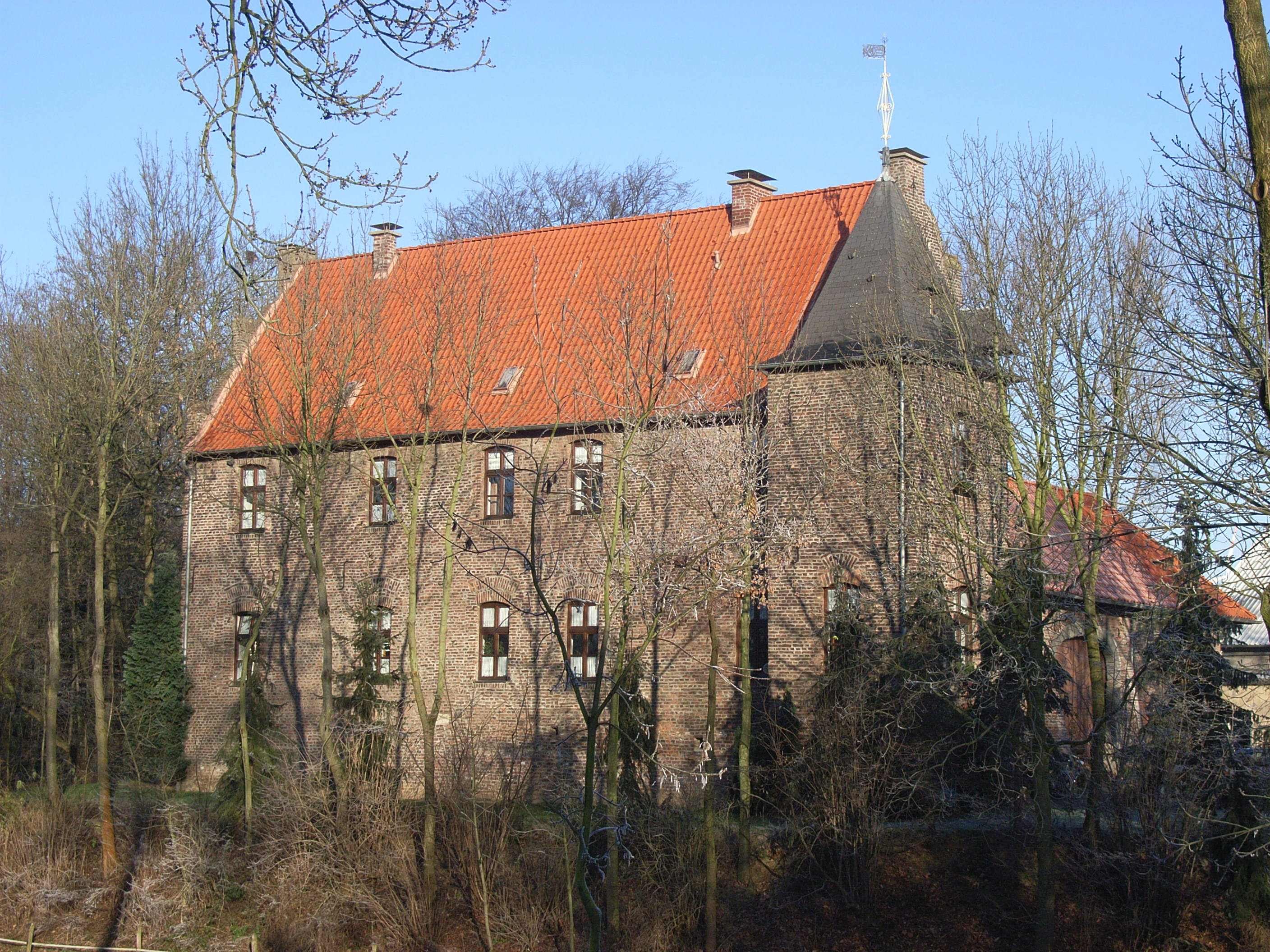
Huis Pallandt (2006)

De bewezen stamreeks begint met Aernout gezegd de Cleyne, ook Arnoldus Parvius, die ridder was, heer van Teveren en Schinne in 1326, van Breidenbend in 1327 en van de burg Trips bij Geilenkirchen; hij was voogd en schepen van Aken. Zijn zoon Carsilius de oude, ridder, werd in 1343 heer van Pallant, en hij was de eerste van het geslacht die zich Van Pallant (later: Van Pallandt) ging noemen. Zijn dochter Agnes huwde in 1381 Engelbert van Schoonvorst.
Bij besluit van keizer Karel V uit 1555 werd Floris van Pallandt, vrijheer van Pallandt en Wittem verheven tot Rijksgraaf van Culemborg (tak uitgestorven in 1639). Bij besluit van keizer Leopold I van 12 juli 1675 werd voor alle leden van het geslacht de titel van Rijksbaron(es) erkend. Bij besluit van keizer Napoleon uit 1813 werd Andries baron van Pallandt (1781-1827) baron de l'Empire.
Bij besluit van 28 augustus 1814 werden zes leden van het geslacht benoemd in verschillende ridderschappen, waardoor zij en hun nageslacht het predicaat jonkheer (jonkvrouw) verkregen. In 1818 werd voor leden van het geslacht de titel van baron gehomologeerd.

## Enkele telgen
- Werner II von Palant, heer van Breidenbend/Breitenbend, trouwde in 1393 Alveradis van Engelsdorf. Hij was de vader van de hieronder genoemde Dirck van Pallandt.[1]
- Dirck (Diederik, Dietrich) van Pallandt, Drost in het Land van Valkenburg van 1467 tot zijn dood in 1481 voor Karel de Stoute, wiens kamerheer hij was, bovendien Brabants hoogschout van Maastricht en heer van de rijksheerlijkheid Wittem. Hij bezat bovendien grote bezittingen in het Nederrijns gebied.
- Jan van Pallandt, zijn zoon en opvolger van 1483 tot 1514 als „Castelein, drossaet, rentmeister ende amptman van de stadt ende lande van Valckenborch“. Trouwde 1495 met Anna van Culemborg.[2]
- Gerard (Everhard) van Pallandt (van 1515–1540 eveneens ambtman oftewel drost van het Land van Valkenburg en heer van Wittem, zoon van Jan van Pallandt, getrouwd met Margaretha van Lalaing [3]
- Floris van Pallandt (1539-1598), zijn zoon en graaf van Culemborg, heer van Wildenburg, Lienden, Maurik, Kintzweiler, Ommeren en Wittem. Hij ondersteunde financieel de invasies van Willem van den Bergh en Lodewijk van Nassau. Zijn kasteel in Wittem diende Willem van Oranje tijdens zijn eerste invasie tijdelijk als hoofdkwartier.
- Floris II van Pallandt (1577-1639), heer van Weerderbroek, Engelsdorff, Kintzweiler, Vrechen, Bachum, Wildenborch, Eck, Maurik, Homoet, Ommeren, Dalem, Eem, Eemkerk, Upalm, Opalm en Vroenstaeterweerdt
- Adolf Werner van Pallandt tot Zuthem, landdrost en patriot.
- Adolf Warner Carel Wilhem des H.R.Rijksbaron van Pallandt (1733-1813), burgemeester van Doesburg, drost van Bredevoort, landdrost van het graafschap Zutphen
- Adolph Warner baron van Pallandt van Eerde (1745-1823), lid Staatsraad, lid notabelenvergadering, lid Staten-Generaal, lid Eerste Kamer
- Frederik Willem Floris Theodorus baron van Pallandt van Keppel (1772-1853), burgemeester van Doetinchem, lid notabelenvergadering, minister
- Adolph Warner baron van Pallandt van Beerse (1780-1848), lid Eerste Kamer
- Andries baron van Pallandt (1781-1827), Staatsraad en provinciaal bestuurder
- Hans Willem van Aylva baron van Pallandt, heer van Waardenburg en Neerijnen (1804-1881), lid Tweede Kamer, lid Eerste Kamer, lid Raad van State
- Joan Jacob Adolf Alexander baron van Pallandt (1807-1876), burgemeester van Arnhem
- Frederik Jacob Willem baron van Pallandt van Keppel (1825-1888), lid Eerste Kamer
- Frederik Willem Jacob van Aylva baron van Pallandt (1826-1906), lid Tweede Kamer
- Willem Constantijn baron van Pallandt, heer van Waardenburg (1836-1905), advocaat en lid Eerste Kamer
- Frederik Jacob Willem baron van Pallandt, heer van Keppel en Rosendael (1860-1932), burgemeester en lid van de Provinciale Staten van Gelderland
- Rudolph Theodorus baron van Pallandt, heer van Eerde (1868-1913), lid Eerste Kamer
- Reinhard Jan Christiaan van Pallandt, heer van Keppel en Barlham (1888-1938), voetballer, hockeyer en bestuurder
- Philip Dirk baron van Pallandt, heer van Eerde (1889-1979), pionier in de scouting in Nederland
- Charlotte Dorothée barones van Pallandt (1898-1997), schilder en beeldhouwster
- Frederik Jan Gustav Floris baron van Pallandt (1934-1994), zanger

## Trivia
- De traditionele uitrusting van voetbalclub Vitesse uit Arnhem bestaat sinds 1900 uit een verticaal gestreept geel-zwart shirt, gebaseerd op de kleuren van de familie Van Pallandt, en verwijzend naar de provincie Gelderland.[4][5]